# Mutuno Tutuno

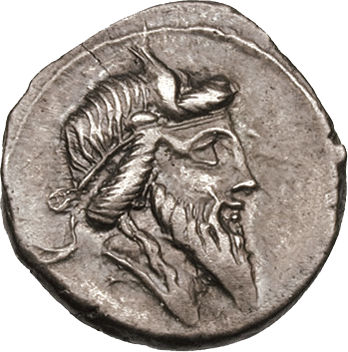
Un denario emitido por Quinto Ticio, que se cree llevaba una representación de un Mutuno Tutuno barbado.

Mutuno Tutuno o Mutino Titino (en latín, Mutunus Tutunus o Mutinus Titinus), en la religión de la Antigua Roma, fue una deidad fálica del matrimonio, que en algunos aspectos físicos era asimilable al Príapo griego, aunque no en sus funciones. Pertenecía al grupo de dioses Indígetes romanos y se le invocaba como protector de los celos y la envidia. 
Su santuario se encontraba en la colina Velia, supuestamente desde la fundación de Roma hasta el siglo I a. C. Allí, las mujeres le ofrecían sacrificios cubiertas con la toga praetexta.
Durante los ritos prematrimoniales, las novias romanas se supone que debían sentarse a horcajadas sobre el falo de Mutuno para prepararse para el coito, ritualizando que el dios fuese el primero en desvirgarla, interpretando este acto los Padres de la Iglesia como una obscena pérdida de la virginidad.
Arnobio dice que a las matronas romanas se las tomaba por el pelo (inequitare) con el "falo horrible" de Tutuno y sus "inmensas partes vergonzantes", pero otras fuentes especifican que las novias que aprendieron a través del ritual no fueron avergonzadas por el sexo: "Tutuno, sobre cuyo vergonzoso regazo se sientan las novias, para que el dios pueda probar su vergüenza antes del acto".
El gramático del siglo II Festo es la única fuente clásica latina que toma nota del dios, y la caracterización del rito por fuentes cristianas es hostil o parcial. El fascinum — identificado por Arnobio con el falo de Mutuno — "fue utilizado por los escritores cristianos en sus diatribas contra las costumbres paganas".

## Etimología
A diferencia de Príapo, que es representado en forma humana con una erección fuera de lo normal, Mutuno parece haber sido puramente encarnado por el falo, como el fascinus o el progenitor misterioso de Servio Tulio. El nombre del dios está relacionado con dos palabras infrecuentes de argot para pene en latín, mūtō (o muttō) y mūtōnium. "Mutto" también fue utilizado como cognomen, el tercero de los tres elementos del nombre de un hombre romano. Lucilio ofrece el primer caso registrado en dos formas: at laeva lacrimas muttoni absterget amica ("Una novia enjuga las lágrimas de Mutto - esto es, su mano izquierda"), y el mūtōnium derivado. Mūtōnium puede haber sustituido la forma anterior, tal y como aparece más tarde entre los grafiti de Pompeya. Horacio tiene un diálogo con su muttō: " ¿Qué quieres? ¿Seguramente no estás pidiendo a una nieta de un cónsul romano como coño". Así personifican tanto Lucilio como Horacio al muttō. Mūtūniātus, utilizado por Marcial y en el Corpus Priapeorum, describe un macho "bien dotado".
Ambas partes del nombre Mūtūnus Tūtūnus son reduplicativos, Tītīnus tal vez de tītus, otra palabra de argot para "pene".

## Culto
El santuario de Tutuno Mutuno en la colina Velia no ha sido localizado. Según Festo, fue destruido para hacer unas termas privadas para el pontifex y  el partidario de Augusto, Cneo Domicio Calvino, a pesar de ser venerado como una de las divinidades más antiguas.
Los Padres de la Iglesia asociaron a Mutuno Tutuno con grupos de otras deidades que se supone estaban basadas en las perdidas obras teológicas de Varrón. Al examinar estas conexiones, Robert Palmer concluyó que el antiguo culto de Mutuno fue fusionado con la del Padre Liber, quien fue identificado o compartía atributos con Júpiter, Baco y el Príapo de Lámpsaco. Palmer más tarde conjeturó que se trataba de Mutuno, en forma de Liber, a quien Julio César hizo sacrificios el día de su asesinato, recibiendo malos presagios, que el conspirador Décimo Bruto le animó a no hacerles caso. César había celebrado previamente su victoria en la batalla de Munda en la Liberalia, o festival de Liber, celebrada el 17 de marzo y visitó la casa del pontifex Calvino pontifex en los idus de marzo, cerca del santuario arcaico de Mutuno-Liber. En su opinión, la no favorable evidencia del dios dio a Augusto licencia para reformar su culto durante su programa de reavivamiento religioso, a menudo disfrazado de innovaciones radicales. Entonces, el dios fue helenizado como Baco Lieo.
Palmer estuvo de acuerdo con los numismáticos que consideraban un denario acuñado por Quinto Ticio, magistrado monetario c. 90-88 a. C., que representaba a un envejecido y barbado Mutuno en su anverso. La diadema con alas es una referencia a Príapo de Lampsaco y al falo alado como motivo común en las artes decorativas romanas, que puede servir también para tener un efecto apotropaico contra el mal de ojo. En otros denarios, uno lleva la característica imagen de Titio y la otra un Baco con una corona de hiedra, llevando las dos una figura de Pegaso prácticamente idéntica en los reversos. Michael Crawford no considera que estas figuras identifiquen al dios Mutuno, pero Palmer señala la iconografía compartida de las figuras de Baco-Liber-Príapo y la etimología asociativa del gens de nombre Ticio. Un titus ("pene") con alas era un juego de palabras visual, ya que la palabra también se refiere a un tipo de ave. Varrón parece haberse asociado a Titinus con los Titii, en una colocación etimológica que incluía a Tito Tacio, el sabino real contemporáneo de Rómulo; la curia Ticia o las tribus de los Ticienses, una de las tres tribus originales de Roma.